# シェーン・モズリー
シェーン・モズリー（Shane Mosley、1971年9月8日 - ）は、アメリカ合衆国の元プロボクサー。カリフォルニア州リンウッド出身。元IBF世界ライト級王者。元WBAスーパー・WBC世界ウェルター級王者。元WBAスーパー・WBC世界スーパーウェルター級統一王者。世界3階級制覇王者。
アマチュア実績も豊富に持つ、天才肌のボクサーである。驚異的なスピードに乗せ、抜群のハンドスピードとパワーを兼ね備えたパンチを全階級でも屈指の回転力で連射するそのスタイルから、シュガー・レイ・レナードの再来とも言われ、「Sugar」の愛称を持つ。
韓国人の女優ジン・モズリーと結婚するが後に離婚。息子のシェーン・モズリー・ジュニアはプロボクサー。プロモーターとしてゴー・ボックス・プロモーションズを主宰している。

## 来歴

### 幼少・アマチュア時代
8歳からボクシングを始める。
アマチュア戦績260戦250勝
- 1989年全米選手権：ライト級優勝
- 1990年全米選手権：ライト級優勝
- 1992年全米選手権：ライトウェルター級優勝、バルセロナオリンピック代表選考会でバーノン・フォレストに敗れ3位。

### プロボクサー時代
1993年2月11日、5回KO勝ちでプロデビュー。
1997年8月2日、フィリップ・ホリデー（南アフリカ）に挑戦し勝利を収め、IBF世界ライト級王座を獲得した。その後8度防衛し返上。
2000年6月17日、「Destiny」と銘打たれた一戦でオスカー・デ・ラ・ホーヤ（アメリカ）に挑戦し、2-1の判定勝利を収め、WBC世界ウェルター級王座を獲得した。
2002年1月26日、ニューヨークのマディソン・スクエア・ガーデン・シアターで33戦全勝のバーノン・フォレスト（アメリカ）と対戦し、プロ初黒星となる12回0-3（110-115、108-117、108-118）の判定負けを喫し4度目の防衛に失敗、王座から陥落した。
2002年7月20日、WBC世界ウェルター級王者バーノン・フォレストと対戦し、12回0-3（111-117、112-116、113-115）の判定負けを喫し、前戦の雪辱を果たすことは出来なかった。
2003年9月13日、WBA・WBC世界スーパーウェルター級王者のオスカー・デ・ラ・ホーヤと再戦し、12回3-0の判定で2年ぶりの勝利を収め、王座の獲得に成功した。しかし、モズリーはこの試合でステロイドなどのドーピング薬物を服用していた事を後に認める。
2004年3月13日、IBF世界スーパーウェルター級王者ロナルド・ライト（アメリカ）と王座統一戦を行い、12回0-3（2者が111-117、112-116）の判定負けを喫しWBA王座とWBC王座から陥落した。
2004年11月20日、WBA・WBC世界スーパーウェルター級王者のロナルド・ライトと対戦し、12回0-2（114-114、113-115、113-115）の判定負けを喫し、王座への返り咲きに失敗した。 
2006年2月25日、フェルナンド・バルガス（アメリカ）とWBA世界スーパーウェルター級挑戦者決定戦を行い、10回1分22秒TKO勝ちを収めWBA王座への挑戦権を獲得した。
2006年7月15日、フェルナンド・バルガスと再戦し、6回2分38秒TKO勝ちを収めた。
2007年2月10日、ルイス・コラーゾ（アメリカ）とWBC世界ウェルター級暫定王座決定戦を行い、12回3-0（119-108、2者が118-109）の判定勝ちを収め王座を獲得した。
2007年11月10日、WBA世界ウェルター級王者のミゲール・コット（プエルトリコ）と対戦し、12回0-3（2者が113-115、113-116）の判定負けを喫し王座獲得に失敗した。
2008年9月27日、カリフォルニア州ホーム・デポ・センター・テニスコートにてリカルド・マヨルガ（ニカラグア）とWBAインターコンチネンタルスーパーウェルター級王座決定戦を行い12回2分59秒KO勝ちを収め王座を獲得した。
2009年1月24日、ロサンゼルスのステイプルズ・センターでWBA世界ウェルター級スーパー王者アントニオ・マルガリート（メキシコ）と対戦し、9回43秒TKO勝ちを収め王座を獲得した。
2010年1月30日、WBC世界ウェルター級王者アンドレ・ベルト（アメリカ）と王座統一戦を行う予定だったが、同年1月12日のハイチ地震でベルトの親族にも影響が出るなど試合ができるコンディションではないとしてベルトが辞退を申し入れ、試合は消滅した。
2010年5月1日、無敗の5階級制覇王者フロイド・メイウェザー・ジュニア（アメリカ）との変則防衛戦（モズリー勝利の場合のみ王座防衛）を行うも0-3の判定負けを喫した。
2010年9月18日、セルヒオ・モラ（アメリカ）と対戦し、1-1の判定ドローとなった。
2011年5月8日、史上2人目の6階級制覇王者のWBO世界ウェルター級王者マニー・パッキャオ（フィリピン）と対戦したが、3回に左ストレートでダウンを奪われるなどして12回0-3（107-120、108-120、108-119）の判定負けを喫し王座獲得に失敗した。 
2012年5月5日、WBC世界スーパーウェルター級王者のサウル・アルバレスと対戦し、ペースを掴もうとするモズリーであったがアルバレスのそつのない攻めに苦戦。モズリーも終始粘るものの最大10点差をつけられ12回0-3（2者が109-119、110-118）の判定負けを喫し王座獲得に失敗、再起にも失敗した。 
2012年6月5日、自身のTwitterで引退を表明。「勝っても負けても引き分けても、全ての瞬間が好きだった」とコメントを残した。
2013年3月20日、引退撤回を発表した。
2013年5月18日、メキシコのカンクンで元WBA世界スーパーライト級暫定王者で23歳のメキシカンパブロ・セサール・カノとWBCインターナショナルウェルター級王座決定戦を行い、序盤は若干カノにペースを持っていかれるが中盤に盛り返していきその後も互いに競ったラウンドが続き際どいペース争いが続いたまま試合が終了。モズリーが12回3-0（3者共に115-113）の判定勝ちを収め王座を獲得した。
2013年10月23日、シドニー・エンターテイメント・センターで元世界2階級制覇王者アンソニー・ムンディンとの試合が設定されていたが、現地プロモーターがモズリーへのファイトマネーを未払いだったことが発覚。試合前日となる22日、公式計量の数時間前に試合がキャンセルされた。しかし11月14日、ムンディンが経営するカフェ「ボクサ・バー」が火事になるというハプニング見舞われたもののモズリーとの試合が11月27日シドニーに再セットされた。
2013年11月27日、オールフォーンズ・アリーナで元世界2階級制覇王者アンソニー・ムンディンとWBAインターナショナルスーパーウェルター級王座決定戦を行い、7回TKO負けを喫し王座獲得に失敗した。
2013年12月8日、ムンディンとの試合で背中を負傷しプロ初のKO負けを喫したことなどを考慮した結果、「若者に譲る時間だ、出発する時が来たようだ」と引退を表明した。今後は息子(モズリー・ジュニア)や他の若手選手のトレーナーを務めている。
2015年8月、モズリーは2002年から2011年まで元女優の韓国人ジン・モズリーと結婚していたが、ジン・モズリーが1995年から2006年まで別の男性と結婚しており重婚の期間があったことが発覚。モズリーは離婚の際に慰謝料としてジンへ分与した財産の返還を求めて裁判所に訴えを起こした。
2015年8月29日、引退を撤回して1年9ヶ月ぶりの試合。カリフォルニア州イングルウッドのフォーラムでリカルド・マヨルガとスーパーウェルター級契約12回戦で対戦予定だったが、マヨルガが7.4ポンドの体重超過の失態を犯したため5万ドルの罰金を科せられたうえで行われ、モズリーが6回KO勝利を収めた。インテグラルテッド・スポーツがペイ・パー・ビューで放送した。
2016年5月28日、アリゾナ州グレンデールのヒラ・リバー・アリーナでWBA世界ウェルター級暫定王者のダビッド・アバネシヤンと対戦し、12回0-3（2者が110-117、113-114）の判定負けを喫し5年ぶりの王座返り咲きに失敗した。
2016年6月13日、裁判所から未払いの子供の養育費や税金など合計30万ドルの支払いを命じられる。
2017年5月26日、元妻のジン・モズリーが別の男性と重婚していたとするモズリーの主張は、名誉毀損にあたるとして7万5千ドルの支払いを命じられた。
2017年8月16日、引退を発表した。

## ドーピング
2003年夏、栄養補助食品会社であるバルコ（BALCO）がドーピング検査で検出されない運動能力向上薬物をアスリートへ提供していたことが発覚した（＊詳細はバルコ・スキャンダルへ）。薬物を提供されていたアスリートの一人としてモズリーの名前が上がる。
2003年秋、他の薬物を提供されていた疑惑のアスリートと共に連邦大陪審でドーピング疑惑について証言をした。
2007年9月、バルコから提供されていた「クリア」（アナボリックステロイドの効果がある液体で運動能力を高められる薬物）と「クリーム」（テストステロンとエピテストステロンを組み合わせたもので肌に塗ってドーピング検査をパス出来る薬物）と呼ばれるデザイナーステロイド及びエリスロポエチン（EPO）を、2003年9月13日のオスカー・デ・ラ・ホーヤ第2戦の試合前に使用していたことをモズリー自身が認める。コーチから渡されたものを運動能力向上薬物と当時は知らずに使用していたと話した。
2008年4月、モズリーがバルコの創設者ビクター・コンテを名誉毀損で告訴。ビクター・コンテは書き留めていた当時の記録から、2003年7月26日にモズリーがオークランドのバルコ本社へ来て、コンテら数人の目の前で「クリア」を経口で服用、エリスロポエチンを注射器で腹に注入して、その後も試合近々までの約1ヶ月の短期間に「クリア」を8回、「クリーム」を7回、エリスロポエチンを6回使用した記録が残っている事を明かした。当時はビタミン剤だと思って使用していたというモズリーの主張に対しても、モズリーは約1ヶ月の間に総額で1,650ドルを支払ったが、そのような高額なビタミン剤が存在すると思っていたのだろうかと指摘して、「私がモズリーをだました事はない。彼は何を使用しているかわかっていた。彼がステロイドの使用を始める前に私は検査では検出されないステロイドであることを彼に伝えた」と証言した。

## エピソード
- アマチュア時代にも、後に好敵手とされるオスカー・デ・ラ・ホーヤと対戦し、勝利を収めている。1983年、モズリー12歳、デ・ラ・ホーヤ11歳であった。
- 2001年にヘルニアの手術を受けている。
- 2005年からオスカー・デ・ラ・ホーヤとマネージメント契約を交わし、自身のマネージメントをかつてのライバルに任せる。

## 戦績
- アマチュアボクシング：260戦 250勝 10敗
- プロボクシング：61戦 49勝 (41KO) 10敗 1分 1無効試合

| 戦           | 日付           | 勝敗 | 時間     | 内容    | 対戦相手                           | 国籍           | 備考                                                             |
| ------------ | -------------- | ---- | -------- | ------- | ---------------------------------- | -------------- | ---------------------------------------------------------------- |
| 1            | 1993年2月11日  | ☆    | 5R 1:09  | KO      | グレッグ・プエンテ                 | アメリカ合衆国 | プロデビュー戦                                                   |
| 2            | 1993年4月24日  | ☆    | 1R 2:34  | KO      | アルヌルホ・ビラ                   | アメリカ合衆国 |                                                                  |
| 3            | 1993年7月21日  | ☆    | 1R 2:25  | KO      | ペイ・カスティーヨ                 | アメリカ合衆国 |                                                                  |
| 4            | 1993年8月25日  | ☆    | 5R 1:01  | KO      | ロベルト・ウリアス                 | メキシコ       |                                                                  |
| 5            | 1993年9月27日  | ☆    | 1R 1:40  | KO      | ミゲル・アンヘル・ペナ             | メキシコ       |                                                                  |
| 6            | 1993年10月25日 | ☆    | 2R 2:23  | KO      | ファン・マヌエル・アランダ         | メキシコ       |                                                                  |
| 7            | 1993年12月6日  | ☆    | 2R 1:21  | KO      | パウリノ・ゴンザレス               | メキシコ       |                                                                  |
| 8            | 1994年1月20日  | ☆    | 2R 2:40  | KO      | フランシスコ・ロドリゲス           | メキシコ       |                                                                  |
| 9            | 1994年2月4日   | ☆    | 5R 0:54  | KO      | ロレンソ・ガルシア                 | アメリカ合衆国 |                                                                  |
| 10           | 1994年3月26日  | ☆    | 10R      | 判定3-0 | オスカル・ロペス                   | メキシコ       |                                                                  |
| 11           | 1994年4月29日  | ☆    | 3R 0:38  | TKO     | ロレンソ・ガルシア                 | アメリカ合衆国 |                                                                  |
| 12           | 1994年6月30日  | ☆    | 8R 0:53  | TKO     | ジョン・ブライアント               | アメリカ合衆国 |                                                                  |
| 13           | 1994年7月24日  | ☆    | 5R 1:54  | TKO     | ナルシソ・バレンズエラ・ロモ       | メキシコ       |                                                                  |
| 14           | 1994年8月6日   | ☆    | 9R 1:10  | TKO     | マウロ・グティエレス               | アメリカ合衆国 |                                                                  |
| 15           | 1994年9月9日   | ☆    | 10R 0:45 | TKO     | ルイ・ラミレス                     | アメリカ合衆国 |                                                                  |
| 16           | 1994年11月12日 | ☆    | 4R 終了  | TKO     | ホセ・ルイス・マドリード           | メキシコ       |                                                                  |
| 17           | 1995年4月12日  | ☆    | 2R 1:31  | KO      | ラウル・エルナンデス               | メキシコ       |                                                                  |
| 18           | 1995年7月20日  | ☆    | 4R 1:19  | KO      | マウリシオ・アセベス               | メキシコ       |                                                                  |
| 19           | 1996年1月23日  | ☆    | 1R 2:25  | TKO     | マイク・ブライアン                 | アメリカ合衆国 |                                                                  |
| 20           | 1996年11月1日  | ☆    | 1R 1:54  | TKO     | ラモン・フェリックス               | メキシコ       |                                                                  |
| 21           | 1996年12月21日 | ☆    | 3R 1:51  | TKO     | ジョセフ・マレー                   | ガイアナ       |                                                                  |
| 22           | 1997年2月6日   | ☆    | 6R 0:23  | KO      | エリアス・キロス                   | メキシコ       |                                                                  |
| 23           | 1997年4月9日   | ☆    | 4R 2:27  | KO      | マイケル・スミス                   | アメリカ合衆国 |                                                                  |
| 24           | 1997年8月2日   | ☆    | 12R      | 判定3-0 | フィリップ・ホリデー               | オーストラリア | IBF世界ライト級タイトルマッチ                                    |
| 25           | 1997年11月25日 | ☆    | 11R 1:25 | KO      | マヌエル・ゴメス                   | メキシコ       | IBF防衛1                                                         |
| 26           | 1998年2月6日   | ☆    | 8R 2:34  | TKO     | デメトリオ・セバロス               | パナマ         | IBF防衛2                                                         |
| 27           | 1998年5月9日   | ☆    | 8R 2:27  | TKO     | ジョン・ジョン・モリナ             | プエルトリコ   | IBF防衛3                                                         |
| 28           | 1998年6月27日  | ☆    | 5R 2:32  | KO      | ウィルフリド・ルイス               | コロンビア     | IBF防衛4                                                         |
| 29           | 1998年9月22日  | ☆    | 5R 2:06  | TKO     | エドゥアルド・バルトロメ・モラレス | アルゼンチン   | IBF防衛5                                                         |
| 30           | 1998年11月14日 | ☆    | 9R 終了  | TKO     | ジェシー・ジェームズ・レイハ       | アメリカ合衆国 | IBF防衛6                                                         |
| 31           | 1999年1月9日   | ☆    | 7R 2:59  | KO      | ゴールデン・ジョンソン             | アメリカ合衆国 | IBF防衛7                                                         |
| 32           | 1999年4月17日  | ☆    | 8R 3:00  | TKO     | ジョン・ブラウン                   | アメリカ合衆国 | IBF防衛8                                                         |
| 33           | 1999年9月25日  | ☆    | 10R 2:38 | KO      | ウィルフレド・リベラ               | プエルトリコ   |                                                                  |
| 34           | 2000年1月22日  | ☆    | 3R 2:28  | TKO     | ウィリー・ワイズ                   | アメリカ合衆国 |                                                                  |
| 35           | 2000年6月17日  | ☆    | 12R      | 判定2-1 | オスカー・デ・ラ・ホーヤ           | アメリカ合衆国 | WBC世界ウェルター級タイトルマッチ WBC・IBA獲得                   |
| 36           | 2000年11月4日  | ☆    | 6R 1:36  | TKO     | アントニオ・ディアス               | メキシコ       | WBC防衛1                                                         |
| 37           | 2001年3月10日  | ☆    | 5R 終了  | TKO     | シャナン・テイラー                 | オーストラリア | WBC防衛2                                                         |
| 38           | 2001年7月21日  | ☆    | 3R 2:01  | KO      | エイドリアン・ストーン             | イギリス       | WBC防衛3                                                         |
| 39           | 2002年1月26日  | ★    | 12R      | 判定0-3 | バーノン・フォレスト               | アメリカ合衆国 | WBC陥落                                                          |
| 40           | 2002年7月20日  | ★    | 12R      | 判定0-3 | バーノン・フォレスト               | アメリカ合衆国 | WBC世界ウェルター級タイトルマッチ                                |
| 41           | 2003年2月8日   | －   | 3R 2:41  | NC      | ラウル・マルケス                   | アメリカ合衆国 |                                                                  |
| 42           | 2003年9月13日  | ☆    | 12R      | 判定3-0 | オスカー・デ・ラ・ホーヤ           | アメリカ合衆国 | WBA・WBC世界スーパーウェルター級タイトルマッチ WBA・WBC・IBA獲得 |
| 43           | 2004年3月13日  | ★    | 12R      | 判定0-3 | ロナルド・ライト                   | アメリカ合衆国 | WBA・WBC・IBF世界スーパーウェルター級王座統一戦 WBA・WBC陥落     |
| 44           | 2004年11月20日 | ★    | 12R      | 判定0-2 | ロナルド・ライト                   | アメリカ合衆国 | WBA・WBC世界スーパーウェルター級タイトルマッチ                   |
| 45           | 2005年4月23日  | ☆    | 10R      | 判定3-0 | デビッド・エストラーダ             | アメリカ合衆国 |                                                                  |
| 46           | 2005年9月17日  | ☆    | 10R      | 判定3-0 | ホセ・ルイス・クルス               | メキシコ       |                                                                  |
| 47           | 2006年2月25日  | ☆    | 10R 1:22 | TKO     | フェルナンド・バルガス             | アメリカ合衆国 | WBA世界スーパーウェルター級挑戦者決定戦                          |
| 48           | 2006年7月15日  | ☆    | 6R 2:38  | TKO     | フェルナンド・バルガス             | アメリカ合衆国 |                                                                  |
| 49           | 2007年2月10日  | ☆    | 12R      | 判定3-0 | ルイス・コラーゾ                   | アメリカ合衆国 | WBA世界ウェルター級暫定王座決定戦                                |
| 50           | 2007年11月10日 | ★    | 12R      | 判定0-3 | ミゲール・コット                   | プエルトリコ   | WBA世界ウェルター級タイトルマッチ                                |
| 51           | 2008年9月27日  | ☆    | 12R 2:59 | KO      | リカルド・マヨルガ                 | ニカラグア     | WBAインターコンチネンタルスーパーウェルター級王座決定戦          |
| 52           | 2009年1月24日  | ☆    | 9R 0:43  | TKO     | アントニオ・マルガリート           | メキシコ       | WBAスーパー・世界ウェルター級タイトルマッチ                      |
| 53           | 2010年5月1日   | ★    | 12R      | 判定0-3 | フロイド・メイウェザー・ジュニア   | アメリカ合衆国 |                                                                  |
| 54           | 2010年9月18日  | △    | 12R      | 判定1-1 | セルヒオ・モラ                     | アメリカ合衆国 |                                                                  |
| 55           | 2011年5月7日   | ★    | 12R      | 判定0-3 | マニー・パッキャオ                 | フィリピン     | WBO世界ウェルター級タイトルマッチ                                |
| 56           | 2012年5月5日   | ★    | 12R      | 判定0-3 | サウル・アルバレス                 | メキシコ       | WBC世界スーパーウェルター級タイトルマッチ                        |
| 57           | 2013年5月18日  | ☆    | 12R      | 判定3-0 | パブロ・セサール・カノ             | メキシコ       | WBCインターナショナルウェルター級王座決定戦                      |
| 58           | 2013年11月27日 | ★    | 7R 終了  | TKO     | アンソニー・ムンディン             | オーストラリア | WBAインターナショナルスーパーウェルター級王座決定戦              |
| 59           | 2015年8月29日  | ☆    | 6R 2:59  | KO      | リカルド・マヨルガ                 | ニカラグア     |                                                                  |
| 60           | 2015年12月17日 | ☆    | 10R 2:00 | TKO     | パトリック・ロペス                 | ベネズエラ     | WBAコンチネンタルスーパーウェルター級王座決定戦                  |
| 61           | 2016年5月28日  | ★    | 12R      | 判定0-3 | ダビッド・アバネシヤン             | ロシア         | WBA暫定・世界ウェルター級タイトルマッチ                          |
| テンプレート |                |      |          |         |                                    |                |                                                                  |

## 獲得タイトル
- IBF世界ライト級王座
- WBC世界ウェルター級王座
- IBA世界ウェルター級王座
- WBC世界スーパーウェルター級王座
- WBA世界スーパーウェルター級スーパー王座
- IBA世界スーパーウェルター級王座
- WBC世界ウェルター級暫定王座
- WBAインターコンチネンタルスーパーウェルター級王座
- WBA世界ウェルター級スーパー王座
- WBCインターナショナルウェルター級王座